# Sankt Peter ob Judenburg
Sankt Peter ob Judenburg é um município da Áustria, situado no distrito de Murtal, no estado da Estíria. Tem 50,28 km² de área e sua população em 2019 foi estimada em 1.087 habitantes.